# Шугаев, Вячеслав Максимович
Вячесла́в Макси́мович Шуга́ев (10 февраля 1938, Мензелинск — 3 марта 1997, Москва) — русский советский писатель, журналист, сценарист. Член Союза писателей СССР.

## Биография
Родился 10 февраля 1938 года в Мензелинске Татарской АССР. В 1961 году окончил факультет журналистики Уральского университета. Работал в газетах «Уральский рабочий» (Свердловск), «Восточно-Сибирская правда» (Иркутск).
С 1961 года проживал в Иркутске.
В 1965 году обратил внимание на своё творчество после участия во Всесоюзном литературном семинаре в Чите, вошёл в так называемую «Иркутскую стенку», наряду с участвующими в данном семинаре литераторами-земляками: Александром Вампиловым, Валентином Распутиным, Леонидом Красовским, Геннадием Машкиным, Юрием Самсоновым, Дмитрием Сергеевым и Ростиславом Филипповым.
Член Союза писателей СССР (с 1966). Член КПСС (с 1972).
В 1978 году переехал в Москву, работал заведующим отдела прозы в редакции журнала «Молодая гвардия», преподавал в Литературном институте. В 1990-е годы был главным редактором литературного альманаха Чеховского общества «Дядя Ваня». С 1987 по 1992 гол был ведущим информационно-развлекательной программы "Добрый вечер, Москва!"
Скончался 3 марта 1997 года. Похоронен в Москве на Ваганьковском кладбище.

## Творчество
Первые публикации были в газете «За тяжёлое машиностроение» в 1955 году.
Печатался на страницах журналов «Молодая гвардия», «Сибирские огни», «Юность», альманахов «Ангара» и «Сибирь».
Первая книга «Прокатчик Иван Никонов» вышла в Свердловске в 1959 году.
В 1963 году в соавторстве с Юрием Скопом вышла повесть «Мы придём в город утром».
В 1964 году в соавторстве с Александром Вампиловым и Юрием Скопом вышел сборник очерков «Принцы уходят из сказок».
Произведения переводились на английский, испанский, литовский, польский, словацкий, французский, чешский, эстонский языки.

## Награды и премии
- орден Дружбы народов (03.03.1988)
- орден «Знак Почёта» (16.11.1984)
- Лауреат премии Иркутского комсомола имени Иосифа Уткина (1971) — за повести «Проводины» и «Караульная заимка», вошедшие в цикл «Повести о жителях Майска»[4].
- Лауреат премии Ленинского комсомола (1977).

## Избранная библиография
- Бегу и возвращаюсь: Повесть. — М.: Сов. Россия, 1966. — 60 с. — 100000 экз.
- Забытый сон. — М.: Современник, 1973. — 283 с. — 100000 экз.
- Дед Пыхто: Сказка для Алёны. — Иркутск.: Вост.-Сиб. кн. изд—во, 1973. — 139 с. — 100000 экз.
- Арифметика любви: Повести и рассказы. — М.: Сов. Россия, 1979. — 365 с. — 100000 экз.
- Избранное. — М.: Мол. гвардия, 1983. — 622 с. — 100000 экз.
- Вечера под Иркутском: Повести. — М.: Сов. Россия, 1988. — 393 с. — 100000 экз. — ISBN 5-268-00551-0[5]

## Экранизации
- «Помолвка в Боготоле», 1978, режиссёр Артур Войтецкий,
- «Арифметика любви», 1986, режиссёр Олег Николаевский, Свердловская киностудия